# Pou de la Gallina
El Pou de la Gallina és una obra del municipi de Manresa (Bages) protegida com a bé cultural d'interès local.

## Descripció
A la façana d'una capella de petites dimensions on es venera Sant Ignasi hi ha el tradicional pou de la gallina. La capella ocupa els baixos d'un edifici en xamfrà i entre mitgeres. El pou actual és una imitació d'un pou anterior existent en el mateix lloc que, segons una llegenda dels voltants de 1602, va ser objecte d'un miracle de Sant Ignasi fent ressuscitar una gallina que s'hi havia ofegat.
El 1909 es realçà l'antic pou decorant el mur en el qual es recolzava l'ampit del pou, amb un estucat imitant carreus, acabat amb un guardapols de llenguatge neogòtic i una placa commemorativa de la llegenda. Actualment tot això ha desaparegut i el pou ha estat substituït per un de semblant, col·locant-se al mur una placa de ceràmica pintada, amb la representació del miracle, obra de Joan B. Guivernau.